# Cephaloleia nigrithorax
Cephaloleia nigrithorax es un coleóptero de la familia Chrysomelidae.
Fue descrita científicamente en 1930 por Pic.